# 庄建坚
莊建堅（英語：：1931年—：聖名：伯多祿）是天主教中國籍地下教會主教。2018年9月22日，被聖座要求從汕頭教區正權主教職位中退休，讓給中國天主教愛國會黃炳章接任正權主教一職。

## 生平

### 早年生活
莊建堅生於1931年，中國廣東省揭陽市揭西縣。年輕時曾在梅縣和上海學習。文化大革命期間，曾被迫中斷了長達十年的學習，但於1985年進入佘山修院。他於1986年12月21日，在佘山進教之佑聖母大殿晉鐸。。

### 晉牧
莊建堅於2006年9月18日被時任教宗本篤十六世任命為汕頭教區正權主教。這是自上任正權主教荷敬謙於1952年被驅逐出境和去世以來，汕頭教區教座出缺48年後再次有正權主教。由於莊建堅效忠地下教會並拒絕加入中國政府官方認可的中國天主教愛國會，中國政府一直不承認莊建堅的主教身份及汕頭教區正權主教。
2011年7月14日，愛國會副主席黃炳章在未有獲得時任教宗本篤十六世認可的情況下通過自選自聖晉牧，並經由中國天主教主教團安排出任汕頭教區正權主教。同月16日，聖座指黃炳章違反教會法典第1382條被自科絕罰，不承認黃炳章為汕頭教區正權主教，認為黃炳章無權管理教區。至此，莊建堅仍被教廷認定為汕頭教區正權主教。

### 退休
2017年，聖座就主教任命方面的问题作出讓步，建議莊建堅退休，將汕頭教區正權主教之位讓予愛國會的黃炳章。
2018年9月22日，中梵就主教任命權達成協議。中國政府承認莊了建堅的主教身份。同時，聖座要求莊建堅榮休，由剛獲赦免的愛國會副主席黃炳章接任成為汕頭教區正權主教。
於2019年1月22日，愛國會及主教團在揭西縣河婆天主堂舉行莊建堅主教榮休典禮，由北海教區 (湛江教區)主教蘇永大主持，但莊建堅以健康問題為由缺席了榮休典禮後的彌撒。